# Runnells
Runnells é uma cidade localizada no estado americano de Iowa, no Condado de Polk.

## Demografia
Segundo o censo americano de 2000, a sua população era de 352 habitantes.
Em 2006, foi estimada uma população de 368, um aumento de 16 (4.5%).

## Geografia
De acordo com o United States Census Bureau tem uma área de
1,1 km², dos quais 1,1 km² cobertos por terra e 0,0 km² cobertos por água. Runnells localiza-se a aproximadamente 246 m acima do nível do mar.

## Localidades na vizinhança
O diagrama seguinte representa as localidades num raio de 16 km ao redor de Runnells.